# Vladimirovca, Stînga Nistrului
Vladimirovca este satul de reședință al comunei cu același nume din Unitățile administrativ-teritoriale din Stînga Nistrului, Republica Moldova.

## Istorie
Satul Novovladimirovca a fost înființat în anul 1928. În perioada sovietică satul a crescut în legătură cu construcția complexului de îngrășare a porcilor. Aici a fost organizată gospodăria colectivă „Drujba”. În sat a fost deschisă o școală primară, club cu instalație cinematografică, bibliotecă, punct medical, oficiu poștal, grădiniță, magazin, și altele.

## Personalități

### Născuți în Vladimirovca
- Vladimir Konstantinov (n. 1956), politician rus, președinte al Consiliului de Stat al Republicii Crimeea din 17 martie 2014